# Mîtnîțea, Radîvîliv
Mîtnîțea (în ucraineană Митниця) este un sat în comuna Ridkiv din raionul Radîvîliv, regiunea Rivne, Ucraina.

## Demografie
Componența lingvistică a localității Mîtnîțea
     Ucraineană (99,28%)
     Alte limbi (0,72%)
Conform recensământului din 2001, majoritatea populației localității Mîtnîțea era vorbitoare de ucraineană (99,28%), existând în minoritate și vorbitori de alte limbi.